# Atletica leggera ai Giochi della IV Olimpiade - Salto con l'asta
La competizione del salto con l'asta di atletica leggera dei Giochi della IV Olimpiade si tenne il giorno 24 luglio 1908 allo Stadio di White City a Londra.

## L'eccellenza mondiale
| Record olimpico       | 3,50 | Charles Dvorak nel 1904 Fernand Gonder nel 1906 | Rit. 1905 Rit. 1907 |
| Primatista stagionale | 3,90 | Walter Dray                                     | Non Qual.           |

Il campione in carica, il francese Fernand Gonder, è ora un giocatore di rugby.

Tra maggio e giugno gli americani disputano le prime selezioni olimpiche, in tre luoghi diversi. Nel salto con l'asta i vincitori di questa storica prima edizione sono:
- Est: Alfred Gilbert con 3,855 (record USA);
- Centro: Charles Jacobs con 3,55;
- Ovest: Samuel Bellah con 3,71.

Le selezioni dell'Est si disputano il 12 giugno. Una settimana dopo Walter Dray, che non si è qualificato, salta 3,90 stabilendo il nuovo record nazionale.

## Risultati

### Turno eliminatorio
Tutti i 15 iscritti hanno diritto a tre salti. Poi si stila una classifica. I primi otto disputano la finale.
Gli otto finalisti si portano dietro i risultati della qualificazione.

Nelle qualificazioni, che si tengono di mattina, il record olimpico viene battuto quattro volte: prima Bruno Söderström (Gruppo A) lo porta a 3,58, poi tre atleti del Gruppo B lo eguagliano (Ed Archibald) e poi lo portano a 3,66 (Alfred Gilbert) e infine a 3,71 (Edward Cook).
| Pos. | Atleta                 | Nazione     | Misura |
| ---- | ---------------------- | ----------- | ------ |
| 1    | Edward Cook            | Stati Uniti | 3,71   |
| 2    | Alfred Gilbert         | Stati Uniti | 3,66   |
| 3    | Bruno Söderström       | Svezia      | 3,58   |
| 3    | Ed Archibald           | Canada      | 3,58   |
| 5    | Charles Jacobs         | Stati Uniti | 3,50   |
| 6    | Georgios Banikas       | Grecia      | 3,43   |
| 6    | Sam Bellah             | Stati Uniti | 3,43   |
| 8    | Kálmán Szathmáry       | Ungheria    | 3,35   |
| 9    | Stefanos Kountouriotis | Grecia      | 3,27   |
| 10   | Robert Pascarel        | Francia     | 3,20   |
| 10   | Carl Silfverstrand     | Svezia      | 3,20   |
| 12   | Thomas Jackson         | Stati Uniti | 3,05   |
| 12   | G. Koeger              | Francia     | 3,05   |
| 14   | Coen van Veenhuijsen   | Paesi Bassi | 2,89   |
| 15   | Bram Evers             | Paesi Bassi | 2,82   |

### Finale
La finale è prevista per il pomeriggio, mentre si disputa la maratona.

I ruoli tra Gilbert e Cook si invertono: Alfred Gilbert eguaglia 3,71, Cook si ferma invece a 3,66. La gara è entrata nel vivo quando il pubblico viene rapito dal dramma di Dorando Pietri che, completamente esausto, impiega 10 minuti per coprire gli ultimi 500 metri. Con la ripresa della gara, i giudici decidono di non procedere oltre e assegnano ad entrambi la medaglia d'oro.
| Pos.   | Atleta           | Età | Nazione     | Misura |
| ------ | ---------------- | --- | ----------- | ------ |
| Oro    | Alfred Gilbert   | 24  | Stati Uniti | 3,71   |
| Oro    | Edward Cook      | 19  | Stati Uniti | 3,71   |
| Bronzo | Charles Jacobs   | 22  | Stati Uniti | 3,58   |
| Bronzo | Bruno Söderström | 27  | Svezia      | 3,58   |
| Bronzo | Ed Archibald     | 24  | Canada      | 3,58   |
| 6      | Georgios Banikas | 20  | Grecia      | 3,50   |
| 6      | Sam Bellah       | 21  | Stati Uniti | 3,50   |
| 8      | Kálmán Szathmáry | 18  | Ungheria    | 3,35   |

Edward Cook vince il titolo olimpico alla verde età di 19 anni e 8 mesi.
Nel 1910 si laurea alla Cornell University e lascia l'attività sportiva dilettantistica.